# Gwinea Bissau na Letnich Igrzyskach Olimpijskich 2016
Gwineę Bissau na Letnich Igrzyskach Olimpijskich 2016 w Rio de Janeiro reprezentowało pięciu zawodników. Był to 6. start reprezentacji Gwinei Bissau na letnich igrzyskach olimpijskich.

## Lekkoatletyka

### Mężczyźni
Konkurencje biegowe
| Zawodnik        | Konkurencja   | Runda 1  | Runda 1 | Runda 2  | Runda 2 | Półfinał | Półfinał | Finał    | Finał   |
| Zawodnik        | Konkurencja   | Rezultat | Pozycja | Rezultat | Pozycja | Rezultat | Pozycja  | Rezultat | Pozycja |
| --------------- | ------------- | -------- | ------- | -------- | ------- | -------- | -------- | -------- | ------- |
| Holder da Silva | Bieg na 100 m | 10,97    | 10.     | NQ       | NQ      | NQ       | NQ       | NQ       | NQ      |

### Kobiety
Konkurencje techniczne
| Zawodniczka     | Konkurencja    | Eliminacje | Eliminacje | Finał    | Finał   |
| Zawodniczka     | Konkurencja    | Rezultat   | Pozycja    | Rezultat | Pozycja |
| --------------- | -------------- | ---------- | ---------- | -------- | ------- |
| Jessica Inchude | Pchnięcie kulą | 15,15      | 36.        | NQ       | NQ      |

## Judo
| Zawodniczka  | Konkurencja   | 1/16             | 1/8                                 | Ćwierćfinały     | Półfinały        | Repesaż 1        | Repesaż 2        | Repesaż 3        | Finał            | Pozycja |
| Zawodniczka  | Konkurencja   | Przeciwnik Wynik | Przeciwnik Wynik                    | Przeciwnik Wynik | Przeciwnik Wynik | Przeciwnik Wynik | Przeciwnik Wynik | Przeciwnik Wynik | Przeciwnik Wynik | Pozycja |
| ------------ | ------------- | ---------------- | ----------------------------------- | ---------------- | ---------------- | ---------------- | ---------------- | ---------------- | ---------------- | ------- |
| Taciana Lima | -48 kg kobiet | BYE              | Galbadrachyn Otgonceceg P 10s2-10s1 | NQ               | NQ               | NQ               | NQ               | NQ               | NQ               | 9.-16.  |

## Zapasy
| Zawodnik          | Konkurencja                  | Kwalifikacje             | 1/8                    | Ćwierćfinał      | Półfinał         | Repesaż 1        | Repesaż 2        | Finał            | Finał   |
| Zawodnik          | Konkurencja                  | Przeciwnik Wynik         | Przeciwnik Wynik       | Przeciwnik Wynik | Przeciwnik Wynik | Przeciwnik Wynik | Przeciwnik Wynik | Przeciwnik Wynik | Pozycja |
| ----------------- | ---------------------------- | ------------------------ | ---------------------- | ---------------- | ---------------- | ---------------- | ---------------- | ---------------- | ------- |
| Augusto Midana    | do 74 kg mężczyzn styl wolny | BYE                      | Jordan Burroughs P 1:3 | NQ               | NQ               | NQ               | NQ               | NQ               | 14.     |
| Bedopassa Buassat | do 97 kg mężczyzn styl wolny | Magomied Ibragimow P 0:5 | NQ                     | NQ               | NQ               | NQ               | NQ               | NQ               | 15.     |